# Inermosyllis balearica
Inermosyllis balearica é uma espécie de anelídeo pertencente à família Syllidae.
A autoridade científica da espécie é San Martín, tendo sido descrita no ano de 1982.
Trata-se de uma espécie presente no território português, incluindo a sua zona económica exclusiva.